# Josef Effenberger
Josef Effenberger (18. října 1901, Praha - 11. listopadu 1983, tamtéž) byl český a československý gymnasta, olympionik, který získal stříbrnou medaili z Olympijských her. V Amsterdamu 1928 získal stříbro v soutěži družstev.